# Сан Пјетро (Модена)
Сан Пјетро је насеље у Италији у округу Модена, региону Емилија-Ромања.
Према процени из 2011. у насељу је живело 851 становника. Насеље се налази на надморској висини од 18 м.